# Termitaxis holmgreni
Termitaxis holmgreni är en skalbaggsart som beskrevs av Jan Krikken 1970. Termitaxis holmgreni ingår i släktet Termitaxis och familjen Aphodiidae. Inga underarter finns listade i Catalogue of Life.